# Скрученіжка вологомірна
{{#ifeq:0|0|{{#if:Funaria hygrometrica|{{#if:|[[]}}|[[]]}}}}
Скрученіжка вологомірна (Funaria hygrometrica) — вид мохів порядку скрученіжкальних (Funariales).

## Поширення
Росте на всіх континентах і субантарктичних островах.
Населяє піщаний ґрунт; від помірних до високих висот.

## Характеристика
Рослини 4–10 мм і більше, з базальною антеридіальною гілкою, від середньо-зеленого до жовтувато-зеленого забарвлення. Листки проксимально дрібніші, дистальні листки 2–4 мм, глибоко увігнуті, дистально від видовжено-яйцеподібних до широкооберненояйцеподібних. Коробочкові ніжки зазвичай (12)20–45(80) мм, тонкі і згинаються, зазвичай гігроскопічні. Коробочка 2–3.5 мм, грушоподібна, асиметрична, зігнута або пряма, горизонтальна або висить або просто нахилена або майже прямовисна. Спори переважно 12–21 мкм, дрібнососочкові.